# 徐小平 (1960年)
徐小平（1960年—），上海人，汉族，中华人民共和国政治人物、第十二届全国人民代表大会上海地区代表。

## 生平
毕业于中国计算机函授学院计算机及其应用专业，加入中国共产党。2013年，被选为全国人大代表。